# Jenny Bel'Air
Jenny Bel'Air est une figure et icône transgenre de la nuit parisienne des années 1980 en France, née Alain Norbert Sepho, en 1953. De 1978 à 1983, elle a été une physionomiste incontournable du Palace.
Pierre et Gilles la décrivent comme « une reine indomptable », Marco Prince comme « une terreur » et François Jonquet telle une « créature ».

## Biographie

### Enfance et origines
Alain Norbert Sepho naît à Paris en 1953, fils d'une Guyanaise et d'un prisonnier du bagne de Cayenne devenu éclairagiste puis concierge. Il grandit à Paris dans le 17e et subit plusieurs viols durant son enfance. Après la mort de sa mère, il est envoyé étudier chez sa tante en Normandie. Son père disparaît à son tour alors qu'il est âgée de 14 ans. Elle affirme alors son identité féminine et devient membre des Gazolines. Elle se donne alors plusieurs prénoms : Michaël, Jimmy puis Françoise, avant de choisir son pseudonyme sous lequel elle sera connue.

### Le Palace
Sous le pseudonyme de Jenny Bel'Air, elle entre au Palace en 1978, sans le quitter jusqu'à 1983. Elle y retournera épisodiquement jusqu'en 1994. Elle y travaille avec Paquita Paquin, Farida Khelfa, Olivier Desbordes, Paolo Calia, Guy Cuevas et Edwige, vivant alors chez le photographe Willy Maywald.
À l'entrée du temple de Fabrice Emaer, elle était un spectacle vivant, se tenant drapée dans des étoffes improbables avec des maquillages sans cesse renouvelés. Pour chacun, elle avait une réplique cinglante. Logeant les riches et les pauvres à la même enseigne, elle pouvait laisser entrer des SDF et refuser Michael Douglas,.
Elle y côtoie des personnalités aussi diverses que des chanteurs (Gainsbourg, Mick Jagger, Tom Waits, Grace Jones, Tina Turner ou Prince), des créateurs de mode (Yves Saint-Laurent, Loulou de la Falaise, Karl Lagerfeld, Thierry Mugler, Kenzo), mais aussi des artistes, intellectuels et personnalités politiques de tous bords Maurice Béjart, Roland Barthes, Andy Warhol, le roi de Suède, Albert II de Monaco, le journaliste Alain Pacadis ou encore les maîtresses du dictateur Juan Perón et du maréchal Pétain.

### L'après Palace
Vers la fin de la décennie, période de l'après punk, de l'avènement du disco et du déferlement du sida, Jenny s'éloigne des médias, restant un personnage de légende participant à des spectacles de cabaret et partageant volontiers ses souvenirs dans des émissions et journaux.
En 2000, elle renoue avec une connaissance de jeunesse, François Jonquet, qu’elle fréquentait lors de ses années de nightclubbing. Il publie l'année suivante sa biographie, un livre choral où, dans une première partie, vingt et un amis et connaissances (Pierre et Gilles, Bambou, Marie-France…) racontent leur « Jenny », puis dans une deuxième partie, elle livre sa version de sa vie. Le livre est publié aux Éditions Pauvert.
Elle inspire le personnage de Rita dans le téléfilm Rien dans les poches de Marion Vernoux avec Alain Chabat. N'ayant jamais été prévenue, elle fait un procès qu'elle perd à l’amiable[Passage contradictoire]. « On ne touche pas à mon personnage sans me demander ».
Début 2023, elle est l'invitée de Sonia Devillers dans la Matinale de France Inter à l'occasion des 45 ans de la création du Palace, le 1er mars 1978. Elle y évoque aussi les 40 ans de la mort de Fabrice Emaer et les années SIDA.

## Filmographie

### Courts-métrages
- 2004 : Le nécrophile de Philippe Barassat
- 2014 : Rendez-vous avec Ninette de Souad Amidou

### Autres
- 1982 : Maman que man de Lionel Soukaz
- 1989 : La compagnie de Sarah de Stéphane Loison
- 1996 : Pédale douce de Gabriel Aghion
- 2004 : Madame Édouard de Nadine Monfils
- 2023 : Orlando, ma biographie politique de Paul B. Preciado

## Spectacles
- 2001 : Vous êtes sûr, docteur, que je dois faire un régime ? - Théâtre du Rond-Point[13]
- 2015 : Carambolage[14]
- 2018 : #NALF l’opéra de Hortense Belhôte et Mathieu Grenier[15]

## Sur Jenny Bel'Air
- Régine Abadia réalise un film documentaire intitulé Jenny Bel'Air : La Diva des années Palace.